# اكسبو القابضة
اكسبو القابضة أيه جي ، ومقرها الرئيسي في بادن  في كانتون أرجاو ، وتشكل الشركات التابعة لها شركة الطاقة اكسبو . تأسست شركة اكسبو القابضة في عام 2001 وهي مملوكة للقطاع العام بنسبة 100 %.  نشأت الشركة من شركة نوردوستوشفايتزريشن كرافتويركي إيه جي السابقة، أن أو كيه .
أكسبو تنتج وتوزع وتسوق الكهرباء وتنشط في تجارة الطاقة الدولية، وكذلك في مجال خدمات الطاقة. الشركة موجودة دوليا تقريبا. 30 دولة.
اكسبو هي أكبر شركة للطاقة  في سويسرا، وبحسب بيانها الخاص، فهي أكبر منتج سويسري للكهرباء من الطاقات المتجددة .  ويأتي جزء كبير من توليد الطاقة المحلية من الطاقة الكهرومائية والطاقة النووية . وينصب التركيز في الخارج على طاقة الرياح والطاقة الشمسية . وتمتلك الشركة أيضًا محطات توليد الطاقة ذات الدورة المركبة بالغاز والبخار (GuD).  الشركة يعمل لديها حوالي 5000 موظف. 
الانتقادات
في عام 2011، تم ترشيح شركة أكسبو لجائزة العين العامة (Public Eye Award)، والتي تُمنح للشركات التي تُظهر سلوكًا مسؤولًا بشكل خاص تجاه البشر والمجتمع. ومع ذلك، ذهبت الجائزة إلى شركة أخرى. ووفقًا لنص الترشيح، فإن المصنع الروسي ماياك، وهو نقطة شراء لمجموعات الوقود، يُعتبر "أكثر الأماكن تلوثًا في العالم".
كتبت صحيفة نويه تسورخر تسايتونج:
"حقيقة أن البيئيين يعرفون أكثر عن الأصل من متخصصي أكسبو هو أمر محرج."
أرادت أكسبو زيارة المصنع، على الرغم من أن مفتشي الوكالة الدولية للطاقة الذرية قد رُفض دخولهم. في 12 نوفمبر 2011، أعلنت أكسبو أنها "أصدرت أمرًا مؤقتًا" لتعليق شراء مجموعات الوقود من ماياك. زعمت أكسبو أنه لا يوجد "دليل على تعرض محظور"، وأن التجميعات تتوافق مع "اللوائح المقبولة دوليًا" وتفي بـ "المتطلبات القانونية".
في عام 2014، أعلنت الشركة أنها بعد تعليق مؤقت، لن تستخدم بعد الآن اليورانيوم من منطقة ماياك الروسية.
في عام 2023، كانت أكسبو متورطة في نزاع قانوني حول اسم النطاق "axpocorrupt.com". اتهم الموقع المرتبط بهذا النطاق أكسبو بممارسات غير أخلاقية، مثل:
التنمر الوظيفي
التمييز العنصري
الانتقام والتهديدات
حكمت منظمة الملكية الفكرية العالمية (WIPO) لصالح أكسبو، وأمرت بنقل اسم النطاق المتنازع عليه إليها، بحجة "سوء النية" في التسجيل والاستخدام، لا سيما بسبب إدراج "Axpo" في اسم النطاق. ومع ذلك، لا تزال المحتويات والاتهامات متاحة على نطاق مختلف.
في عام 2023، فرضت هيئة حماية البيانات الإيطالية (Garante) غرامة قدرها 10 ملايين يورو على أكسبو إيطاليا بسبب معالجة البيانات الشخصية بشكل غير قانوني.
في ديسمبر 2024، أعربت حكومة كانتون أرجاو عن استيائها الشديد من الزيادة الكبيرة في رواتب الإدارة العليا لشركة أكسبو. ارتفع راتب الرئيس التنفيذي كريستوف براند من 889,000 فرنك سويسري إلى 1.548 مليون فرنك سويسري، بينما ارتفع إجمالي تعويضات المجلس التنفيذي إلى 8.6 مليون فرنك.
في يناير 2025، تم فرض غرامة قدرها 1.5 مليون يورو على Axpo Iberia من قبل المنظم الإسباني للطاقة بسبب التلاعب في سوق الكهرباء.

## روابط خارجية
- www.axpo.com
- موقع دير Axpo القابضة